# 賈勒爾龍捲風
賈勒爾龍捲風（Jarrell tornado）發生於1997年5月27日下午，一場巨大、移動緩慢且強度極高的F5級龍捲風對美國德克薩斯州賈勒爾部分地區造成了嚴重破壞。賈勒爾龍捲風造成雙溪莊園地區27名居民死亡，該地區當時只是賈勒爾西北部的一個分區，並在13分鐘、5.1英里（8.2公里）的路徑上造成了大約4000萬美元（1997年美元）的損失。這是德州中部龍捲風爆發的一部分；它是由不穩定氣團和當時有利的氣象條件形成的超級單體產生的。

### 來源
- Henderson, James H.; Hakkarinen, Ida M.; Lerner, William H.; McLaughlin, Melvin R.; Looney, James M.; McIntyre, E. L.; Peters, Brian E.; Trainor, Marilu; Paz, Enrique; Kolavic, Shellie Ann; Zane, David; Phan, Long T.  (PDF) (Service Assessment). Silver Spring, Maryland: National Oceanic and Atmospheric Administration. April 1998  [April 7, 2021].  前文有一个或多个句子包含现时处于公有领域的内容：
- (报告). November 14, 1997.  前文有一个或多个句子包含现时处于公有领域的内容：
- (报告). April 1998.  前文有一个或多个句子包含现时处于公有领域的内容：